# Collybia cockaynei
Collybia cockaynei är en svampart som först beskrevs av G. Stev., och fick sitt nu gällande namn av Desjardin & E. Horak 1997. Collybia cockaynei ingår i släktet Collybia och familjen Tricholomataceae.   Inga underarter finns listade i Catalogue of Life.